# شارلوت بيكر
شارلوت بيكر (بالألمانية: Charlotte Becker)‏ مواليد 19 مايو 1983 في داتلن، ألمانيا الغربية، هي درّاجة ألمانية. شاركت في دورة الألعاب الأولمبية الصيفية.

## سباقات أو مراحل فازت بها
- بطولة العالم لسباق الدراجات على الطريق

## الميداليات
| الميدالية | المسابقة                                    |
| --------- | ------------------------------------------- |
| ذهبية     | بطولة العالم لسباق الدراجات على الطريق 2012 |

## روابط خارجية
- شارلوت بيكر على موقع الاتحاد الدولي للدراجات (الإنجليزية)
- شارلوت بيكر على موقع أرشيف الدراجات (الإنجليزية)
- شارلوت بيكر على موقع إحصائيات الدراجات الإحترافية (الإنجليزية)
- شارلوت بيكر على موقع نسبة الدراجات (الإنجليزية)
- شارلوت بيكر على موقع CycleBase (الإنجليزية)
- شارلوت بيكر على موقع CyclingDatabase.com (مؤرشف) (الإنجليزية)
- شارلوت بيكر على موقع اللجنة الأولمبية الدولية (الإنجليزية)
- شارلوت بيكر على موقع أوليمبيديا (الإنجليزية)
- شارلوت بيكر على موقع اللجنة الأولمبية الألمانية (الألمانية)